# Municipio de Albert Lea
El municipio de Albert Lea (en inglés: Albert Lea Township) es un municipio ubicado en el condado de Freeborn en el estado estadounidense de Minnesota. En el año 2010 tenía una población de 653 habitantes y una densidad poblacional de 10,33 personas por km².

## Geografía
El municipio de Albert Lea se encuentra ubicado en las coordenadas 43°36′2″N 93°22′42″O / 43.60056, -93.37833. Según la Oficina del Censo de los Estados Unidos, el municipio tiene una superficie total de 63.2 km², de la cual 55,49 km² corresponden a tierra firme y (12,21 %) 7,72 km² es agua.

## Demografía
Según el censo de 2010, había 653 personas residiendo en el municipio de Albert Lea. La densidad de población era de 10,33 hab./km². De los 653 habitantes, el municipio de Albert Lea estaba compuesto por el 94,79 % blancos, el 0,61 % eran afroamericanos, el 0,15 % eran amerindios, el 0,15 % eran asiáticos, el 2,14 % eran de otras razas y el 2,14 % eran de una mezcla de razas. Del total de la población el 4,9 % eran hispanos o latinos de cualquier raza.